# Dexia rustica
Dexia rustica ist eine Fliegenart aus der Familie der Tachinidae. Sie kommt in fast ganz Europa vor und bewohnt in der Regel Heckenreihen und blühende Landschaften.

## Merkmale
Dexia rustica kann eine Körperlänge von 8,4–12,7 Millimetern und eine Flügelspannweite von 16–24 mm erreichen. Diese kleinen Tachiniden haben im Allgemeinen einen schwarzen Thorax mit grau-gelber Färbung. Auf dem Dorsum erscheinen vier längliche schwarze Vittae, das Abdomen erscheint graubraun oder rötlich, mit einer dunkleren dorsalen Längszeichnung, die mehr oder weniger deutlich ist. Der Rüssel ist kurz und häutig. Die Weibchen sind in der Regel dunkler als die Männchen. Die Flügel sind hyalin, mit einer rötlich gelben Tegula und einer dunkelbraunen Basiscosta. Die Beine sind rötlich gelb.

## Lebensweise und Ernährung
Die erwachsenen Tiere sind von Juni bis August anzutreffen, sie ernähren sich von Nektar und Pollen, insbesondere von Heracleum sphondylium.
Die Fliegenlarven entwickeln sich im Boden und ernähren sich von Käferlarven (Endoparasitismus), hauptsächlich von Melolontha melolontha, Amphimallon solstitialis, Rhizotrogus marginipes und Phyllopertha horticola (Scarabaeidae).